# Paco Esteban
Francisco «Paco» Esteban Granado (Granada, 21 de agosto de 1981) es un futbolista español que milita en el Alicante Club de Fútbol como delantero centro.
En el Mallorca B 1- Alcoyano 2 de la temporada 2010/2011 vio la tarjeta roja por morder en la oreja a un rival.

## Clubes
| Club                     | País   | Año        |
| ------------------------ | ------ | ---------- |
| Loja CD                  | España | 2001-2002  |
| Málaga CF                | España | 2002-2003  |
| Málaga B                 | España | 2002-2005  |
| Málaga CF                | España | 2004-2006  |
| Ciudad de Murcia         | España | 2005-2006  |
| Poli Ejido               | España | 2006-2007  |
| Granada 74               | España | 2007- 2008 |
| Girona FC                | España | 2008- 2009 |
| Elche CF                 | España | 2009-2010  |
| Ontinyent Club de Futbol | España | 2010-2011  |
| Club Deportivo Alcoyano  | España | 2010-2011  |
| Alicante Club de Fútbol  | España | 2014       |